# Матиця сербська

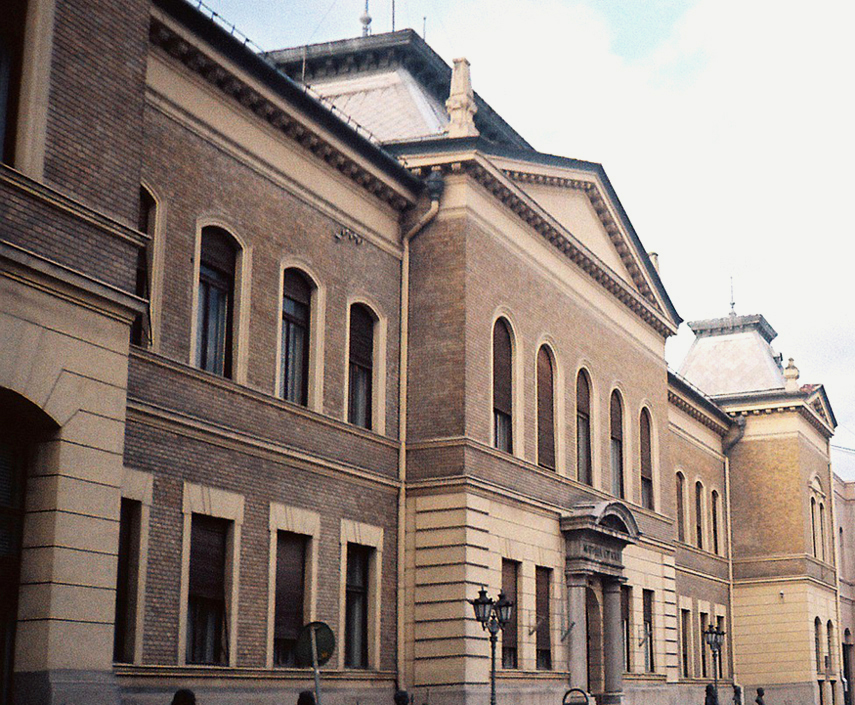
Будівля Матиці сербської в місті Новий Сад

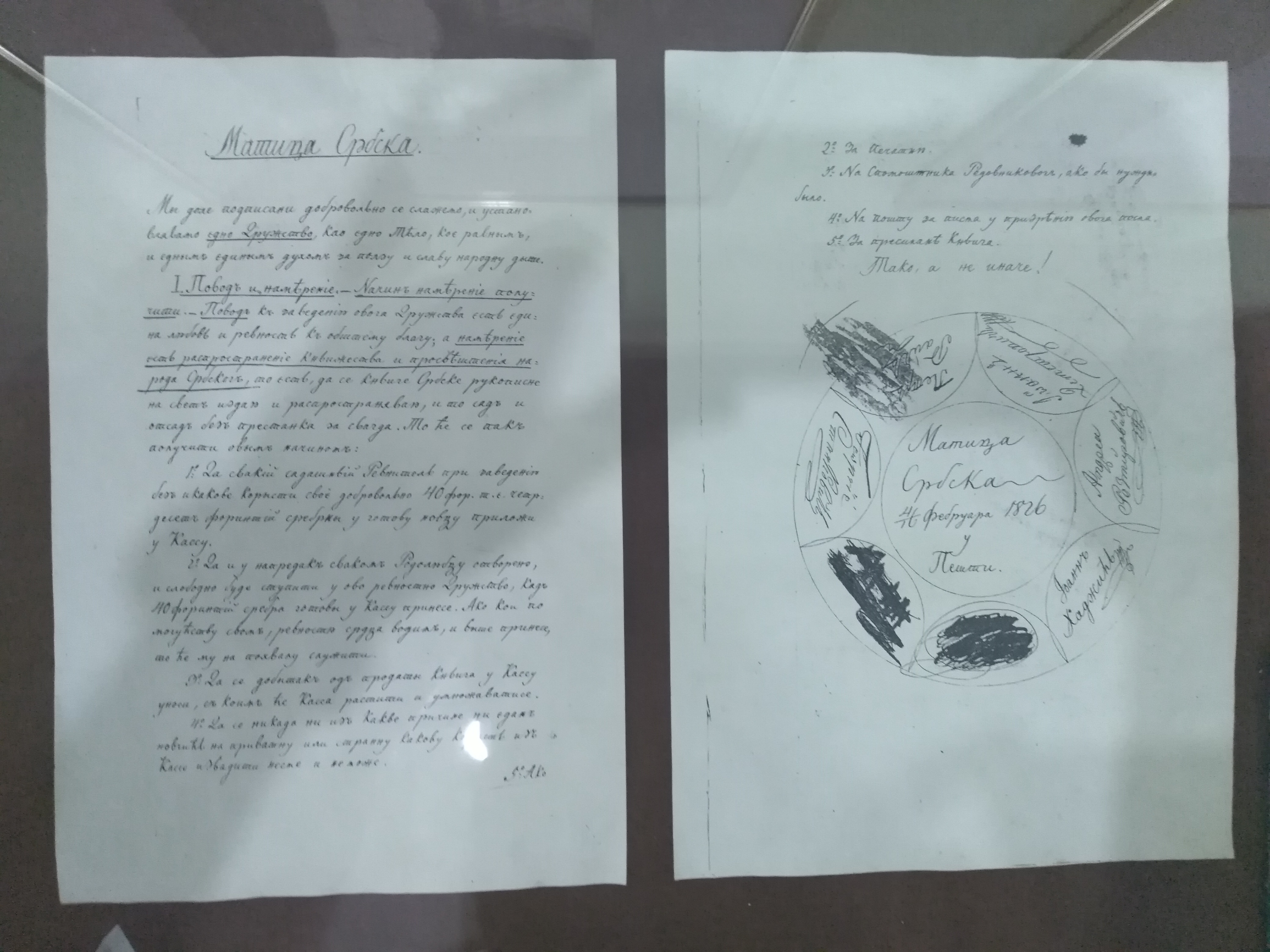
Статут про заснування Матіси Сербської

45°15′33″ пн. ш. 19°50′42″ сх. д. / 45.259281° пн. ш. 19.8451362° сх. д.
Матиця сербська (серб. Матица српска) — літературне-наукове і культурно-освітнє товариство Сербії, засноване 16 лютого 1826 року в місті Пешт. Видавало друкований орган «Літопис Матиці Сербської», відкрили педагогічне училище в Сент-Андреї, гімназію в Новому Саді, сербські друкарні та книгарні. Матиця сербська відіграла значну роль у пробудженні сербського національної самосвідомості і виробленні літературної сербської мови. Нині Матиця сербська видає різні видання, в тому числі спеціальні наукові публікації та часописи «Літопису» (з 1924), «Зборник за друштвене науці» (з 1950), «Зборник за історіjy» (з 1970).

## Історія
16 лютого 1826 року в місті Пешт відбулися установчі збори. Серед засновників товариства були: Йован Хаджич, Джордж Станкович, Йосип Міловук, Йован Деметрович, Гаврило Бозитовац, Андрій Розмирович і Петро Раїч. У перші роки в товаристві перебувало близько 50 осіб. Товариство існувало за рахунок членських внесків і пожертвувань.
У 1835 році діяльність товариства була припинена через тиск угорської влади. В 1837 році Матиця сербська отримала офіційний дозвіл на діяльність. У 1864 році товариство було перенесено в Новий Сад.